# Finale UEFA Cup 1993
De UEFA Cupfinale van het seizoen 1992/93 is de 20e finale in de geschiedenis van de UEFA Cup. De finale werd over twee wedstrijden gespeeld, op 5 en 19 mei. Het Duitse Borussia Dortmund nam het op tegen het Italiaanse Juventus. Het team uit Turijn won beide wedstrijden overtuigend: 1-3 en 3-0.
Dortmund nam vier jaar later sportieve wraak in de finale van de UEFA Champions League. De Duitsers wonnen die wedstrijd met 3-1 van Juventus. Bij Dortmund speelde op dat ogenblik drie spelers die in de UEFA Cupfinale tussen beide clubs nog voor Juventus uitkwamen: Andreas Möller, Jürgen Kohler en Júlio César.
De terugwedstrijd van de finale werd gefloten door de Nederlandse scheidsrechter John Blankenstein.

## Wedstrijdverslag
In de heenwedstrijd haalde Knut Reinhardt al na enkele minuten de achterlijn. Hij legde de bal achteruit en zag hoe Michael Rummenigge het leer met de buitenkant van zijn rechtervoet in de bovenhoek plaatste: 1-0. Ondanks de furieuze start van Dortmund nam Juventus de wedstrijd in handen. Met een gelukje belandde de bal bij Andreas Möller, wiens subtiele boogbal op de lat strandde. Dortmund liet zich echter niet wegdrukken en reageerde tegen met een schot van Michael Lusch.
Na 25 minuten kreeg Juventus een vrije trap. De Italianen speelden met een ingestudeerd nummertje Dino Baggio vrij. De middenvelder twijfelde niet en bracht de score opnieuw in evenwicht. Enkele minuten later strafte zijn naamgenoot Roberto Baggio een blunder in de Duitse defensie af. Gianluca Vialli bracht de bal voor van op de linkerflank. Niemand lette op Baggio die ongehinderd mocht afwerken: 1-2.
In de tweede helft kreeg Roberto Baggio een grote kans op de 1-3. De aanvoerder werd diep gestuurd door Giancarlo Marocchi, plaatste de bal naast doelman Stefan Klos maar zag zijn schot nog voor de lijn gekeerd worden door Bodo Schmidt. Wat later was het dan toch raak voor Baggio. Met een gekraakt schot in de benedenhoek rondde hij een Italiaanse tegenaanval af: 1-3.
Ook in de terugwedstrijd was het Dino Baggio die het eerste Turijnse doelpunt maakte. De middenvelder plaatste de bal al na 5 minuten met een hard schot in het dak van het doel. Juventus bleef druk zetten en creëerde een paar goede kansen. Uiteindelijk was het opnieuw Dino Baggio die de weg naar het doel vond. Hij kopte net voor de pauze een vrije trap tegen de netten: 2-0. In de tweede helft liep Juventus met het nodige geluk verder uit. Invaller Thomas Franck probeerde een gevaarlijke bal weg te werken, maar trapte het leer tegen Möller aan. Via de Duitser van Juventus vloog de bal in doel: 3-0.

### Wedstrijddetails
|            |                   |       |                                  |                                                                                         |
| 5 mei 1993 | Borussia Dortmund | 1 – 3 | Juventus                         | Westfalenstadion, Dortmund Toeschouwers: 37.900 Scheidsrechter: Sándor Puhl (Hongarije) |
| 5 mei 1993 | Rummenigge 2'     |       | 26' D. Baggio 31', 74' R. Baggio | Westfalenstadion, Dortmund Toeschouwers: 37.900 Scheidsrechter: Sándor Puhl (Hongarije) |

| Borussia Dortmund | Juventus |

| Borussia Dortmund: |    |                    |     |
|                    |    |                    |     |
| GK                 | 1  | Stefan Klos        |     |
| RWB                | 6  | Michael Lusch      |     |
| CB                 | 7  | Stefan Reuter      |     |
| CB                 | 5  | Uwe Grauer         |     |
| CB                 | 4  | Bodo Schmidt       |     |
| LWB                | 2  | Kurt Reinhardt     |     |
| CM                 | 3  | Thomas Franck      | 46' |
| CM                 | 8  | Michael Zorc       | 70' |
| CM                 | 11 | Gerhard Poschner   |     |
| CF                 | 10 | Michael Rummenigge |     |
| CF                 | 9  | Stéphane Chapuisat |     |
| Invallers:         |    |                    |     |
| GK                 | 12 | Dirk Galeski       |     |
| FW                 | 13 | Frank Mill         | 46' |
| MF                 | 14 | Steffen Karl       | 70' |
| MF                 | 15 | René Tretschok     |     |
| FW                 | 16 | Lothar Sippel      |     |
| Coach:             |    |                    |     |
| Ottmar Hitzfeld    |    |                    |     |

| Juventus:           |    |                       |     |
|                     |    |                       |     |
| GK                  | 1  | Angelo Peruzzi        |     |
| RB                  | 2  | Massimo Carrera       |     |
| CB                  | 6  | Júlio César           |     |
| CB                  | 5  | Jürgen Kohler         |     |
| LB                  | 3  | Marco De Marchi       |     |
| CM                  | 4  | Dino Baggio           |     |
| CM                  | 7  | Antonio Conte         |     |
| CM                  | 8  | Giancarlo Marocchi    |     |
| AM                  | 11 | Andreas Möller        | 88' |
| CF                  | 10 | Roberto Baggio        | 76' |
| CF                  | 9  | Gianluca Vialli       |     |
| Invallers:          |    |                       |     |
| GK                  | 12 | Michelangelo Rampulla |     |
| MF                  | 13 | Massimiliano Giacobbo |     |
| DF                  | 14 | Roberto Galia         | 88' |
| FW                  | 15 | Paolo Di Canio        | 76' |
| FW                  | 16 | Fabrizio Ravanelli    |     |
| Coach:              |    |                       |     |
| Giovanni Trapattoni |    |                       |     |

|             |                              |       |                   |                                                                                              |
| 19 mei 1993 | Juventus                     | 3 – 0 | Borussia Dortmund | Stadio delle Alpi, Turijn Toeschouwers: 62.781 Scheidsrechter: John Blankenstein (Nederland) |
| 19 mei 1993 | D. Baggio 5', 43' Möller 65' |       |                   | Stadio delle Alpi, Turijn Toeschouwers: 62.781 Scheidsrechter: John Blankenstein (Nederland) |

| Juventus | Borussia Dortmund |

| Juventus:           |    |                       |     |
|                     |    |                       |     |
| GK                  | 1  | Angelo Peruzzi        |     |
| RB                  | 2  | Massimo Carrera       |     |
| CB                  | 6  | Júlio César           |     |
| CB                  | 5  | Jürgen Kohler         |     |
| LB                  | 3  | Moreno Torricelli     | 66' |
| CM                  | 8  | Dino Baggio           |     |
| CM                  | 7  | Roberto Galia         |     |
| CM                  | 4  | Marco De Marchi       |     |
| AM                  | 11 | Andreas Möller        |     |
| CF                  | 10 | Roberto Baggio        |     |
| CF                  | 9  | Gianluca Vialli       | 80' |
| Invallers:          |    |                       |     |
| GK                  | 12 | Michelangelo Rampulla |     |
| MF                  | 13 | Giancarlo Marocchi    |     |
| DF                  | 14 | Alessandro Dal Canto  |     |
| FW                  | 15 | Paolo Di Canio        | 66' |
| FW                  | 16 | Fabrizio Ravanelli    | 80' |
| Coach:              |    |                       |     |
| Giovanni Trapattoni |    |                       |     |

| Borussia Dortmund: |    |                    |     |
|                    |    |                    |     |
| GK                 | 1  | Stefan Klos        |     |
| RWB                | 7  | Stefan Reuter      | 65' |
| CB                 | 3  | Bodo Schmidt       |     |
| CB                 | 5  | Ned Zelić          |     |
| CB                 | 4  | Michael Schulz     |     |
| LWB                | 2  | Kurt Reinhardt     |     |
| CM                 | 10 | Michael Rummenigge | 44' |
| CM                 | 8  | Steffen Karl       |     |
| CM                 | 6  | Gerhard Poschner   |     |
| CF                 | 9  | Lothar Sippel      |     |
| CF                 | 11 | Frank Mill         |     |
| Invallers:         |    |                    |     |
| GK                 | 12 | Dirk Galeski       |     |
| DF                 | 13 | Uwe Grauer         |     |
| MF                 | 14 | Thomas Franck      | 44' |
| DF                 | 15 | Michael Lusch      | 65' |
| FW                 | 16 | Ulf Raschke        |     |
| Coach:             |    |                    |     |
| Ottmar Hitzfeld    |    |                    |     |